# Hengersberg

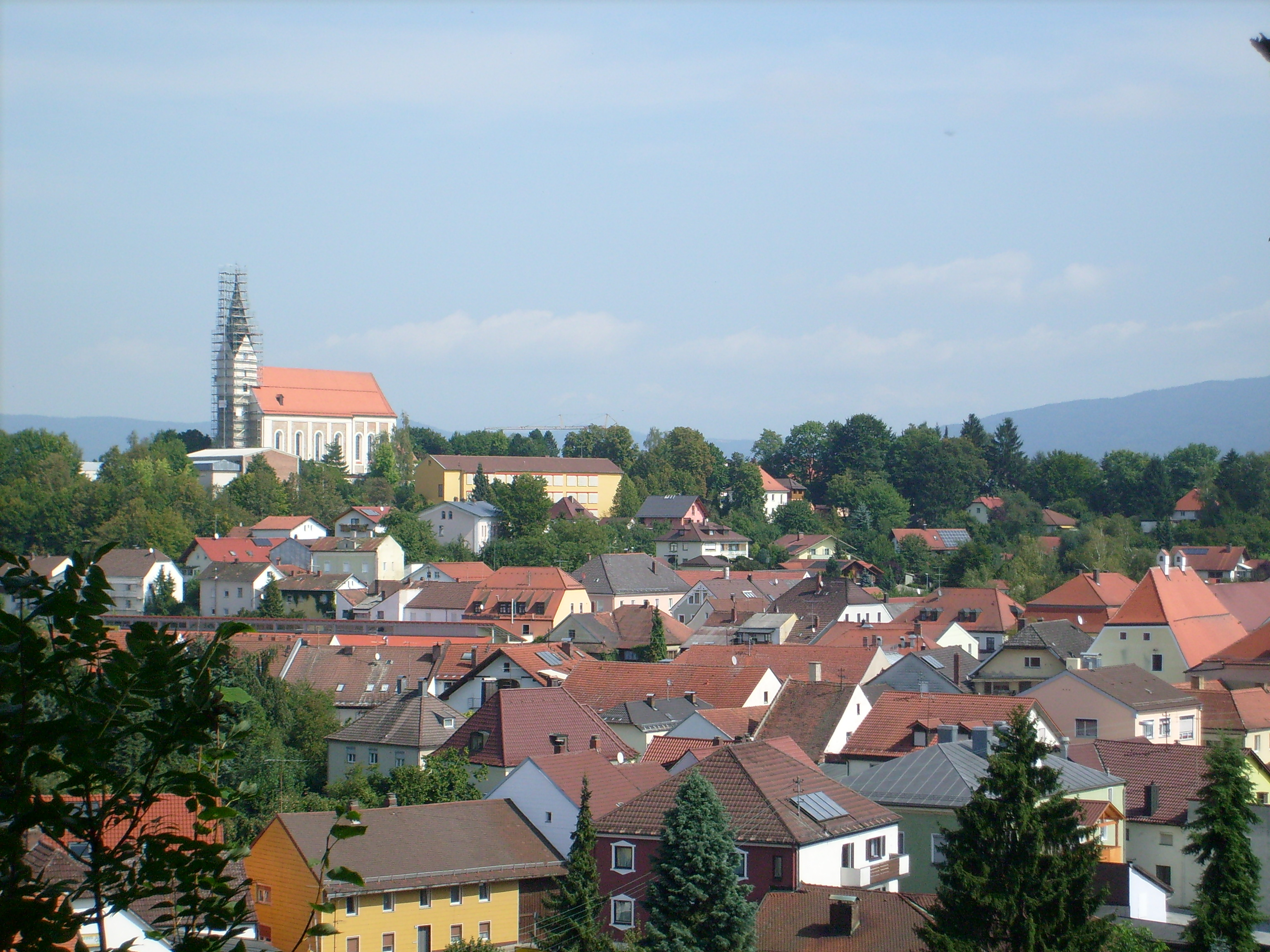
Blick auf Hengersberg

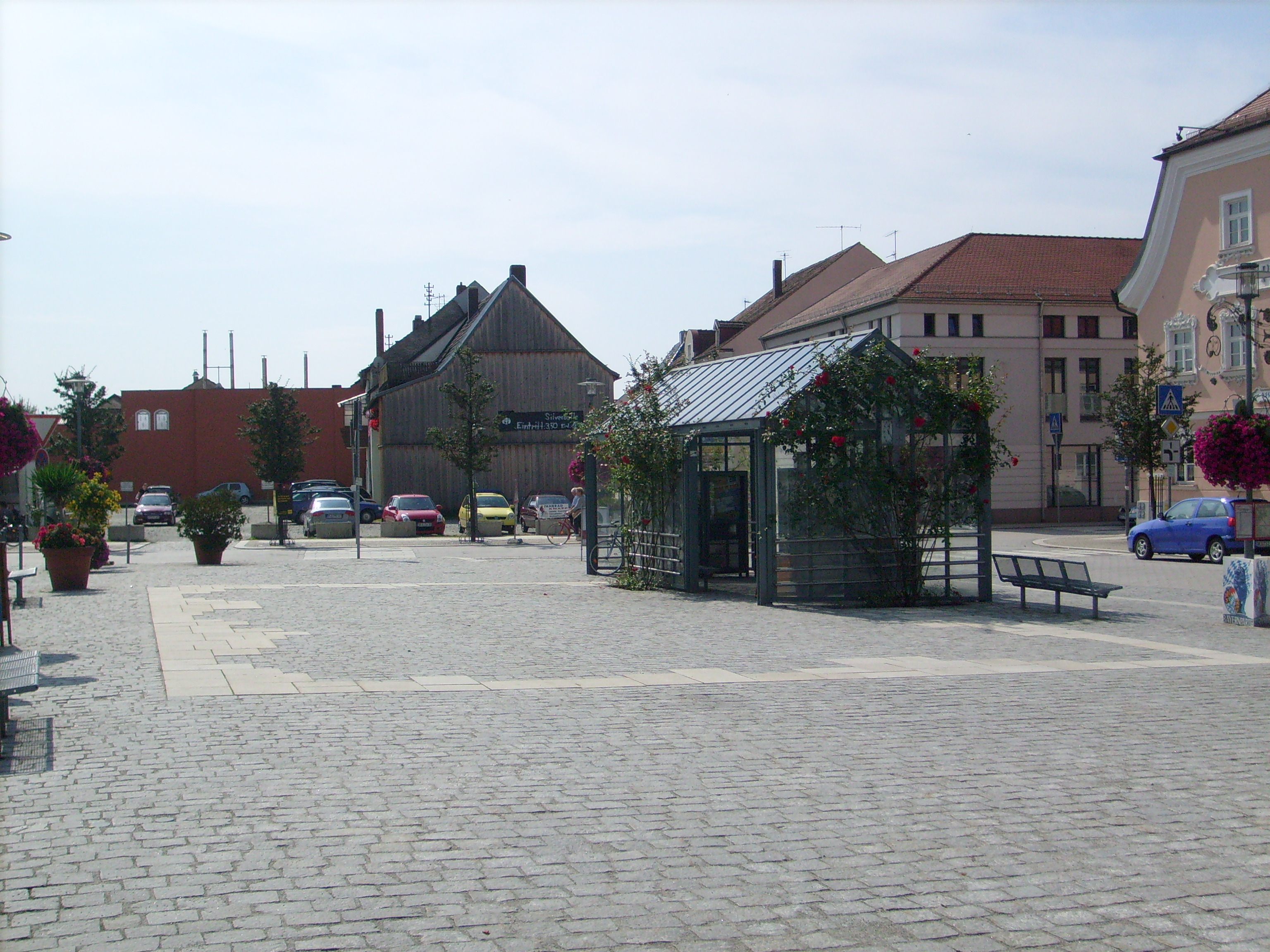
Das Ortszentrum: Der Hengersberger Marktplatz

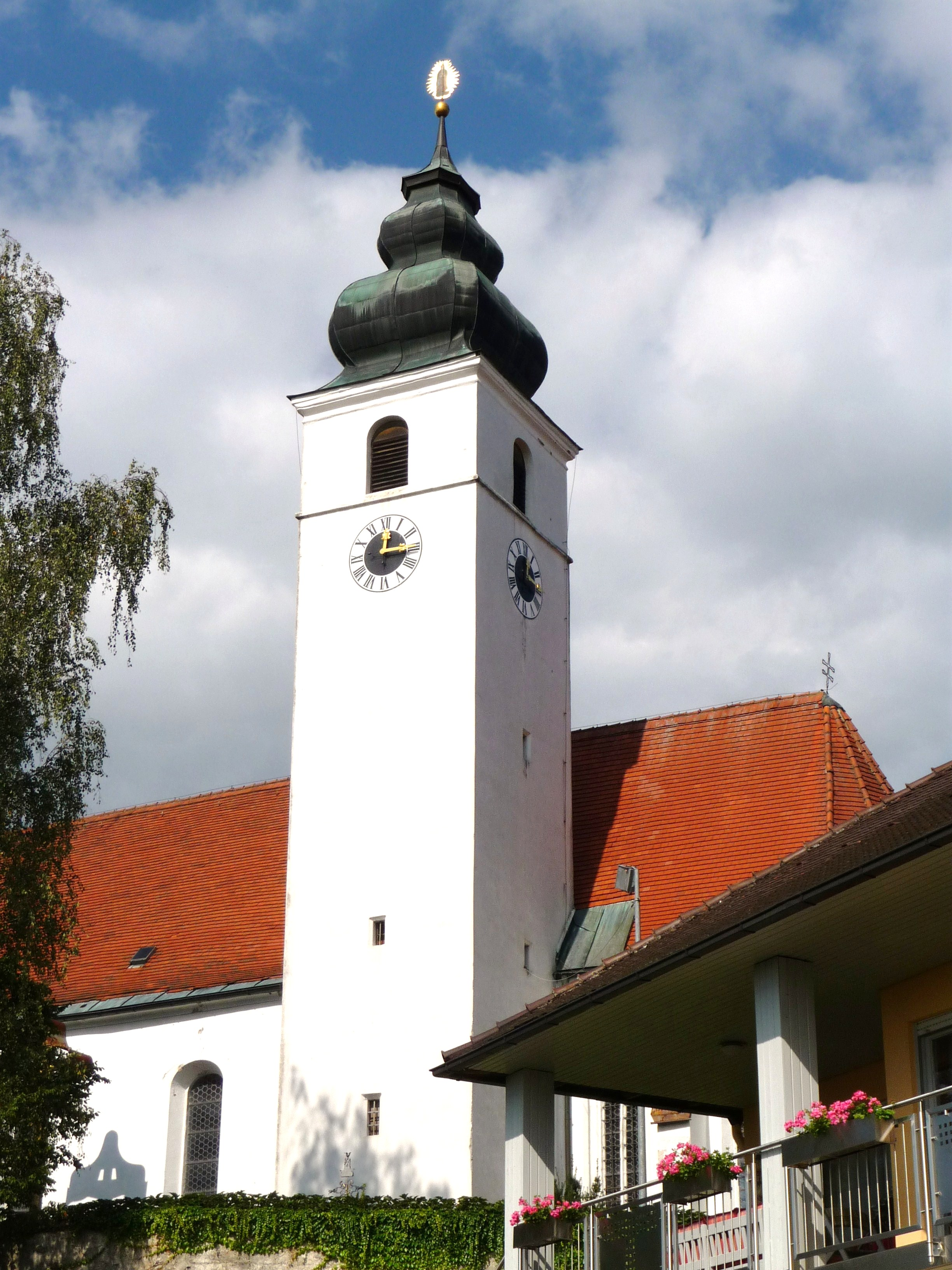
Die Wallfahrtskirche Maria Himmelfahrt auf dem Frauenberg

Hengersberg ist ein Markt im niederbayerischen Landkreis Deggendorf.

## Geografie

### Geografische Lage
Die Gemeinde liegt circa zehn Kilometer südöstlich von Deggendorf und gehört zur Region Donau-Wald.

### Gemeindegliederung
Es gibt 66 Gemeindeteile:
- Altenufer
- Anzenberg
- Boxbach
- Brunnhaus
- Buch
- Edermaning
- Eming
- Erkerding
- Erlachhof
- Eusching
- Fronhofen
- Furth
- Grubmühle
- Heiming
- Hengersberg
- Hinterweinberg
- Holzberg
- Holzreut
- Hörgolding
- Hörpling
- Hub
- Hubmühle
- Hütting
- Kading
- Killersberg
- Klausberg
- Lapferding
- Leebbergheim
- Lichtenöd
- Loh
- Manzing
- Matzing
- Mimming
- Mutzenwinkl
- Neulust
- Nußberg
- Oberanzenberg
- Oberellenbach
- Oberfrohnstetten
- Oberreith
- Obersimbach
- Pfaffing
- Ponau
- Rading
- Reichersdorf
- Reisach
- Schlott
- Schwanenkirchen
- Schwarzach
- Sicking
- Siederding
- Siedersberg
- Thannberg
- Trainding
- Unterellenbach
- Unterfrohnstetten
- Unterreith
- Untersimbach
- Viehdorf
- Vorderweinberg
- Walmering
- Waltersdorf
- Weickering
- Wessenhof
- Würzing
- Zilling

Es gibt die Gemarkungen, Altenufer, Hengersberg, Schwarzach, Seebach (nur Gemarkungsteil 1), Waltersdorf, Schwanenkirchen.

## Geschichte

### Bis zur Gemeindegründung
Hengersberg wurde im Jahr 997 als Helmgeresberg durch Abt Gotthard von Niederalteich gegründet. Der Ort lag damals noch an der Donau. Auf Godehard geht auch die Kirche auf dem Frauenberg, ursprünglich eine Schlosskirche, zurück.
Im Jahr 1009 verlieh König Heinrich II. auf Bitten Godehards dem Kloster Niederaltaich das Recht, hier einen Markt zu halten sowie eine Zoll- und Mautstelle einzurichten. Im Jahr 2009 feiert Hengersberg als ältester Markt Altbayerns dieses 1000-Jahr-Jubiläum.
Abt Hermann ließ 1270 ein Spital in Helingersberg errichten.
Die Ableitung der Donau 1343 bis 1353 verminderte zwar die Bedeutung des Ortes als Maut- und Zollstelle, aber die Herzöge Heinrich und Otto statteten die geschlossene Hofmark mit dem Marktrecht, landesfürstlichen Freiheiten und dem Sitz eines Pflegamts aus.
Im Jahr 1430 verlieh Herzog Heinrich XVI. dem Markt Henngensperig zwei Jahrmärkte, deren Zahl später bis auf sechs anwuchs. Besonders die Hengersberger Viehmärkte hatten große Bedeutung. Das nach der Verlegung der Donau überflüssige Zollhaus wandelte Abt Paulus Gmainer im 16. Jahrhundert in ein Siechenhaus um, aus dem später das Bezirkskrankenhaus entstand.
Im Jahr 1590 ließ Abt Hermann III. auf dem Rohrberg die Pfarrkirche St. Michael erbauen. Im Dreißigjährigen Krieg und Österreichischen Erbfolgekrieg kam es mehrfach zu Plünderungen. 1513, 1796 und 1823 wüteten schwere Brände.
Das Pfleggericht, später Landgericht genannt, wurde mit dem von Winzer und 1803 mit dem von Deggendorf vereinigt. Stattdessen erhielt Hengersberg ein Rentamt, das etwa 1809 nach Niederalteich verlegt und etwa 1823 mit dem von Deggendorf vereinigt wurde.

### 19. bis 21. Jahrhundert
Im Jahr 1838 erfolgte die Neuerrichtung eines Landgerichts, das 1879 in ein Amtsgericht umgewandelt und 1969 aufgelöst wurde. 1852 erhielt Hengersberg eine königliche Postexpedition. 1843 entstand die steinerne Brücke bei Schwarzach über die Hengersberger Ohe.
Am 26. November 1913 erhielt Hengersberg mit der Eröffnung des Abschnitts Deggendorf–Hengersberg der Bahnstrecke Deggendorf–Kalteneck einen Eisenbahnanschluss. Heute bildet dieser Abschnitt, auf dem noch Güterverkehr stattfindet, den Rest der ansonsten ab- und zum Donau-Ilz-Radweg umgebauten Bahnstrecke.

### Eingemeindungen
| Gemeinde        | Einwohner (1970) | Eingemeindungs- datum | Bemerkungen |
| --------------- | ---------------- | --------------------- | --- |
| Altenufer       | 368              | 01.01.1971            | |
| Schwanenkirchen | 961              | 01.04.1971            | Eingliederung von 688 der 961 Einwohner, Umgliederung von 230 Einwohnern nach Schöllnach und von 43 Einwohnern nach Winzer |
| Schwarzach      | 806              | 01.01.1972            | |
| Seebach         | 1067             | 01.04.1976            | Eingliederung von 236 der 1067 Einwohner, Umgliederung der anderen Einwohner nach Deggendorf                               |
| Waltersdorf     | 400              | 01.04.1971            | |

### Einwohnerentwicklung
Im Zeitraum 1988 bis 2018 wuchs der Markt von 6161 auf 7802 um 1641 Einwohner bzw. um 26,6 %.
- 1961: 4825 Einwohner
- 1970: 5245 Einwohner
- 1987: 6150 Einwohner
- 1991: 6474 Einwohner
- 1995: 7131 Einwohner
- 2000: 7373 Einwohner
- 2005: 7634 Einwohner
- 2010: 7583 Einwohner
- 2015: 7476 Einwohner
- 2020: 7846 Einwohner
- 2022: 8070 Einwohner

Von den 7630 Einwohnern am 19. Oktober 2017 waren 3413 männlich und 3493 weiblich. Davon 6906 Deutsche (inkl. "Doppelstaatler") und 724 Ausländer.

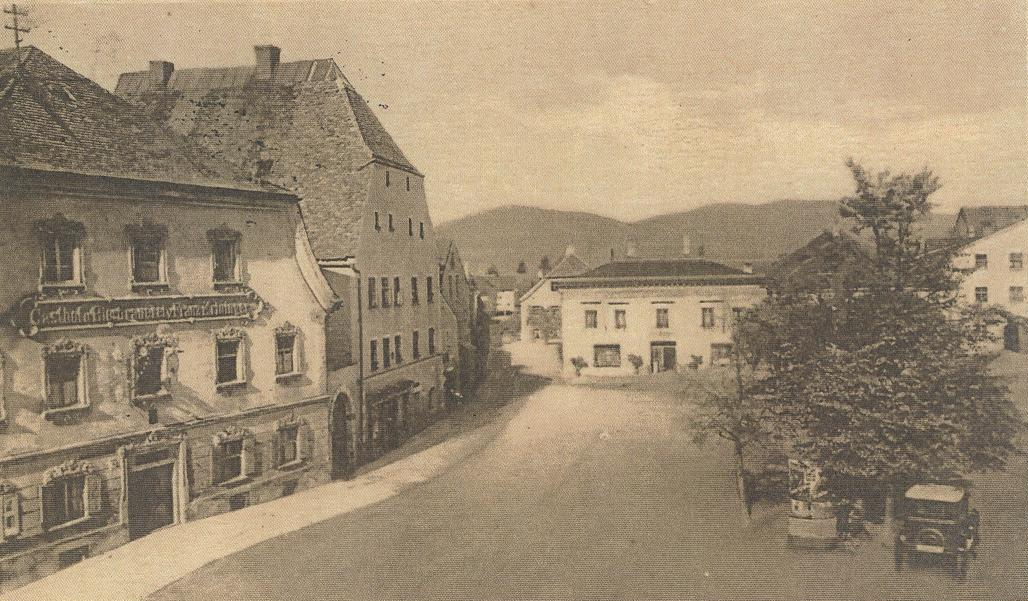
Der Hengersberger Marktplatz früher (genaues Datum unbekannt)

## Politik

### Marktgemeinderat
Der Marktgemeinderat von Hengersberg besteht aus 20 Gemeinderäten und dem Ersten Bürgermeister. Die Gemeinderatswahl am 15. März 2020 hatte folgendes Ergebnis:

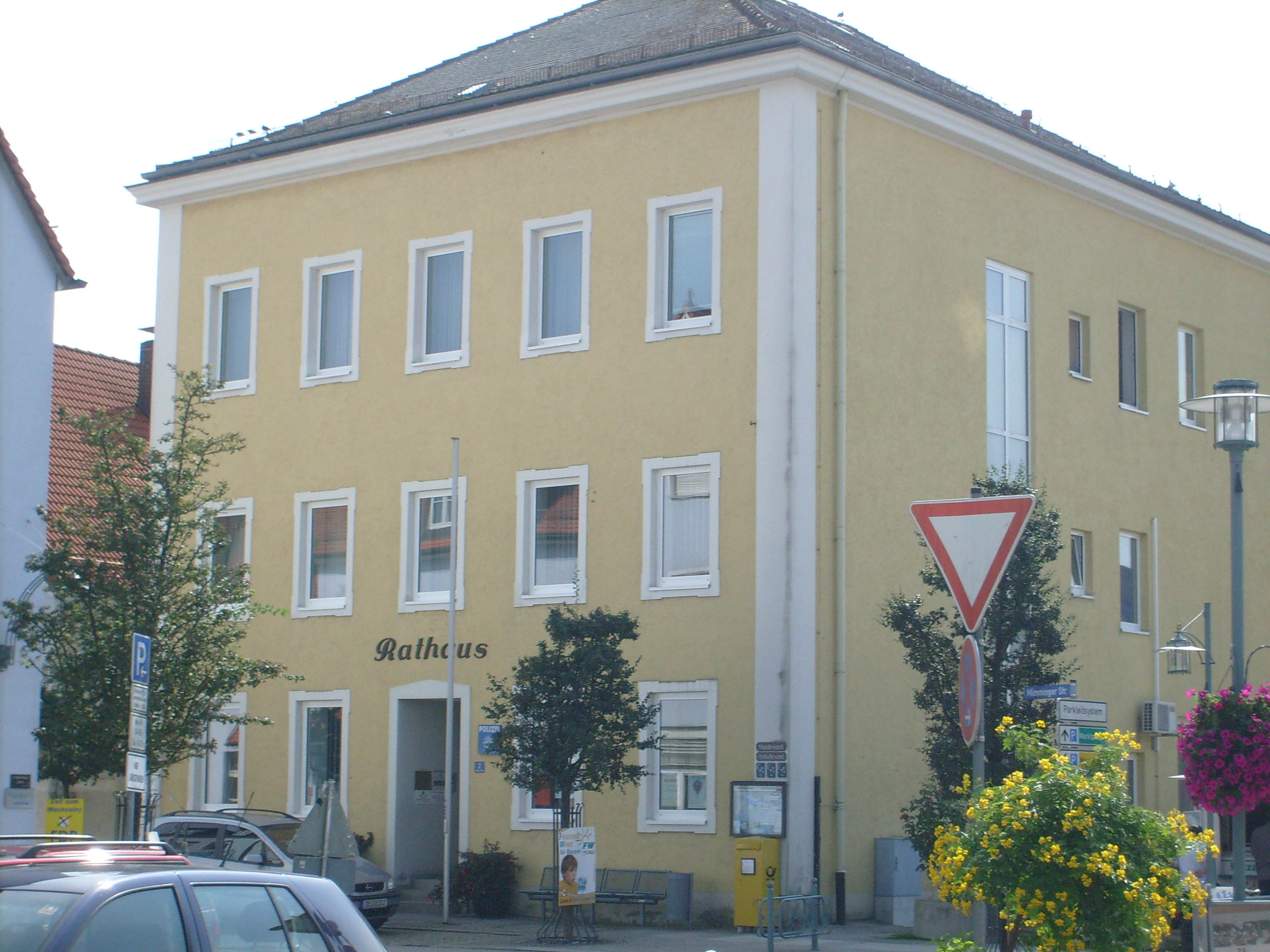
Das Rathaus am Hengersberger Marktplatz

| Partei/Liste                   | Stimmenanteil | Sitze |
| CSU                            | 35,5 %        | 7     |
| FW Hengersberg-Altenufer       | 18,7 %        | 4     |
| SPD                            | 08,3 %        | 2     |
| FW Schwanenkirchen-Waltersdorf | 09,0 %        | 2     |
| FW Schwarzach-Frohnstetten     | 08,0 %        | 1     |
| Hengersberger Bürgerblock      | 08,2 %        | 2     |
| Junge Liste                    | 06,4 %        | 1     |
| Bündnis 90/Die Grünen          | 06,0 %        | 1     |
| Wahlbeteiligung: 62,8 %        |               |       |

### Bürgermeister
Seit dem 16. Februar 2003 ist Christian Mayer (Freie Wähler) erster Bürgermeister. Er wurde bei den Kommunalwahlen am 15. März 2020  mit 50,24 % der Stimmen wiedergewählt.
Bei der konstituierenden Marktgemeinderatssitzung am 14. Mai 2020 wurden Mathias Berger (CSU) zum 2. Bürgermeister und Ewald Straßer (SPD) zum 3. Bürgermeister gewählt.
Bürgermeister seit dem Zweiten Weltkrieg waren:
- 1946–1952: Franz Xaver Schlegl
- 1952–1954: Josef Weber
- 1954–1966: Fritz Eberle
- 1967–1984: Wilhelm Weiß
- 1984–2002: Werner Bachmeier
- Mai 2002–November 2002: Georg Berger
- seit 2003: Christian Mayer[11]

### Wappen
| Wappen von Hengersberg | Blasonierung: „In Silber auf grünem Dreiberg stehend eine blaue Blume mit goldenem Butzen auf einem von vier grünen Blättern besetzten grünen Stängel; darüber am oberen Schildrand eine silberne Wolke, aus der goldene Strahlen hervorbrechen.“ |
| Wappen von Hengersberg | Wappenbegründung: Der grüne Dreiberg stammt aus dem Wappen der Benediktinerabtei Niederalteich und erinnert daran, dass Hengersberg bis zur Säkularisation 1803 ein Klostermarkt war. In Abbildungen aus dem 16. Jahrhundert ist ein Ortswappen belegt, das nur den Niederalteicher Dreiberg und darüber ein Schildhaupt mit den bayerischen Rauten als Hinweis auf das herzogliche Pfleggericht Hengersberg zeigt. 1811 gab die Nationalgarde von Hengersberg irrtümlich das älteste Wappen der Stadt Landsberg am Lech (rotes Tatzenkreuz über grünem Dreiberg) als Marktwappen aus. König Max I. Joseph verlieh schließlich 1813 das heutige Wappen. Die Begründung, dass es sich dabei um das Wappen handelt, das Niederalteich wegen Hengersberg führte, ist nicht zutreffend. Tatsächlich geht das Wappen auf das persönliche Wappen des Niedergerichtsherrn im Markt zu Beginn des 18. Jahrhunderts, des Abtes Joscio Hamberger (1700–1739), zurück, das unter einer strahlenden Sonne fünf Blumen auf einem Hügel zeigt. Dieses Bild ist auch in älteren Stadtansichten als Marktwappen zu finden und wurde schon 1701 irrtümlich dem Markt Hengersberg zugeschrieben. Dieses Wappen wird seit 1813 geführt. |

### Gemeindepartnerschaften
Im Jahre 1990 wurde die Gemeindepartnerschaft mit Gunskirchen in Oberösterreich geschlossen. Bereits seit 1968 pflegten die beiden Kommunen freundschaftliche Beziehungen.

## Kultur und Sehenswürdigkeiten

### Theater und Museen
Spital Hengersberg mit Kunstsammlung Ostbayern

### Bauwerke
Soweit nicht anders angegeben, befinden sich die folgenden Bauwerke in Hengersberg:
- Marienkirche auf dem Frauenberg
- Pfarrkirche auf dem Rohrberg
- Kunst-Museum im ehemaligen Spital
- Rathaus, ehemaliges Amtsgerichtsgebäude
- neugotische St.-Josephskapelle
- neugotische Gotthardkapelle in Reichersdorf
- St.-Gotthard-Gedächtnis-Raum (sog. Geburtszimmer) im Godlhof in Reichersdorf
- gotische bzw. neugotische Pfarrkirche St. Laurentius und Gotthard in Schwanenkirchen
- neugotische Kapelle der Unbefleckten Empfängnis Mariä in Schwanenkirchen

## Wirtschaft und Infrastruktur
Es gab 2017 insgesamt 4454 sozialversicherungspflichtig Beschäftigte am Arbeitsort. Von den Einwohnern standen 3123 Personen in sozialversicherungspflichtiger Beschäftigung. Damit überwog die Zahl der Einpendler um 1331 Berufstätige. 104 Einwohner waren arbeitslos. 2016 bestanden 83 landwirtschaftliche Betriebe. Die landwirtschaftlich genutzte Fläche betrug 2362 ha. Davon waren 1514 ha Ackerfläche und 843 ha Dauergrünfläche.
Im Vergleich die Daten von 1999 (in Klammern die Steigerung/Reduzierung):
- 3169 sozialversicherungspflichtig Beschäftigte am Arbeitsort (+39 %)
- 2523 Einwohner in sozialversicherungspflichtiger Beschäftigung (+24 %)
- 646 mehr Einpendler als Berufstätige (+113 %)
- 152 landwirtschaftliche Betriebe (−45 %)
- 2690 ha landwirtschaftlich genutzte Fläche (−12 %)

### Verkehr
Der Markt liegt an der Bahnstrecke Deggendorf–Kalteneck, die heute in Hengersberg endet und nur noch im Güterverkehr betrieben wird. Außerdem besitzt der Ort eine eigene Anschlussstelle an der A3. Hengersberg liegt auch am Anfang der Bundesstraße 533 Richtung Bundesstraße 85 und Freyung.

### Bildung
Im Jahr 2018 existierten folgende Einrichtungen (in Klammern jeweils die Zahlen aus 1999):
- Vier Kindertagesstätten mit 333 Plätzen und 281 Kindern (drei Kindergärten, 225 Plätze, 222 Kinder)
- Zwei Volksschulen mit 25 Klassen und 525 Schülern (661 Schüler)

## Sonstiges
Eine kleine Besonderheit ist, dass es in Hengersberg drei Kirchen gibt: zwei katholische Kirchen (Rohrberg- und Frauenbergkirche) und die evangelische Friedenskirche.
Das zur Gemeinde gehörende Schwanenkirchen gilt mit 1150 Jahren, im Jahr 857 zum ersten Mal urkundlich erwähnt, als eine der ältesten Ortschaften links der Donau.
Auch kam es in Schwanenkirchen zur Zeit der Weltwirtschaftskrise zu einem Wirtschaftswunder, da der damalige Bergwerksbesitzer das Notgeld „WÄRA“ einführte. Die Zeitungen in ganz Deutschland schrieben damals von der „WÄRA-Insel im Bayerischen Wald“. Nach dem Vorbild Schwanenkirchens führte dann auch Hengersberg (Schwanenkirchen war bis zur Gebietsreform 1971 eine eigene Gemeinde) die WÄRA ein, dieses Notgeld wurde jedoch im Jahre 1931 von der Regierung verboten.
Der Vater von Papst Benedikt XVI., Josef Ratzinger, stammt aus Rickering (Pfarrei Schwanenkirchen); dieser wurde dort im Jahr 1877 geboren.

## Persönlichkeiten

### In Hengersberg geboren
- Georg Hauer (ca. 1438 in Schwanenkirchen –?); Student in Ingolstadt im Gründungsjahr der dortigen Universität (1472), Mönch des Klosters Niederaltaich, 1485–1490 Administrator des Abtes Friedrich II., Verfasser einer Chronik der Bayerischen Herzöge („Gesta illustrium ducum Bavariae“, nur teilweise gedruckt)
- Paulus Gmainer (* 1528 in Hengersberg; † 8. Mai 1585 in Niederaltaich), 1550–1585 Abt von  Niederaltaich
- Bernhard Hilz (* 1550 in Hengersberg; † 12. Juni 1619 in Niederaltaich), 1593–1619 Abt von Niederaltaich
- Franz Xaver Schmid (* 17. August 1800 in Hengersberg; † 28. Juni 1871 in Traunstein), Pfarrer, Professor und Abgeordneter
- Joseph Ammerer (* 5. Dezember 1822 in Hengersberg; † nach 1892), Landwirt und Metzgermeister, Bürgermeister, Mitglied des Bayerischen Landtags
- Ludwig Muckenthaler (* 1872 in Holzberg; † 1909 in München), 1896–1900 Domorganist in Passau, 1900–1909 Stiftskapellmeister in Altötting, Komponist eines Altöttinger Wallfahrtslied(s)
- Bernardine Weber (* 7. April 1919 in Zilling; † 28. März 2012 in München), Holzbildhauerin und Ordensschwester
- Harald Grill (* 20. Juli 1951 in Hengersberg), Schriftsteller
- Monika Drasch (* 14. November 1965 in Hengersberg), Musikerin

### Mit Hengersberg verbunden
- Max Hebecker (* 2. Juni 1882 in Eisleben; † 13. Juni 1948 in Fischerdorf), Bergbauingenieur und Initiator des sog. Wära-Wunders von Schwanenkirchen
- Siegfried Leffler (* 21. November 1900; † 10. November 1983 in Hengersberg), war ein protestantischer Theologe und ein Hauptvertreter des radikalen Thüringer Flügels der Deutschen Christen in der Zeit des Nationalsozialismus.
- Richard Bremicker (* 31. Oktober 1912 in Remscheid), Fabrikant (Fa. Ed. Scharwächster), ab 1978 Ehrenbürger von Hengersberg, erhielt 1982 den Goldenen Ehrenring des Landkreises Deggendorf[14]
- Martin Großmann (* 8. Januar 1971 in Marl), Kabarettist, aufgewachsen in Hengersberg
- Django Asül (* 19. April 1972 in Deggendorf), Kabarettist, aufgewachsen in Hengersberg